# Bagnolo (Lonigo)
Bagnolo è una frazione del comune italiano di Lonigo, nella provincia di Vicenza, in Veneto.

## Geografia fisica
Bagnolo si trova nella pianura veneta, a circa 3 km a sud-ovest del centro di Lonigo. È caratterizzata da un paesaggio rurale, con estesi campi coltivati, vigneti e canali di bonifica che attraversano il territorio.
La frazione è attraversata dal fiume Guà, un corso d’acqua di rilevanza locale che scorre lungo la pianura vicentina e che storicamente ha influenzato l’agricoltura e l’assetto idraulico dell’area. Il Guà rappresenta un elemento distintivo del paesaggio di Bagnolo e ha avuto un ruolo importante nelle attività agricole e nella gestione delle acque. L'intera aree è infatti attraversata da una rete di canali di bonifica, frutto delle opere di sistemazione idraulica realizzate nei secoli per il controllo delle acque e la messa a coltura dei terreni. Lo stesso nome "Bagnolo" rimanda all'origine acquitrinosa e paludosa dell'area. 

## Storia
La località fu abitata fin dall’epoca romana, come testimoniano alcuni ritrovamenti archeologici nel territorio leoniceno. Verso la fine dell'alto medioevo, probabilmente grazie all'opera dei monaci benedettini stanziati presso la località di San Vito, al confine con il comune di Zimella, le aree vennero via via bonificate.
Nel Medioevo vi sorse un fortilizio, come attestato sia da cronisti vicentini che da veronesi, i quali lo definiscono oggetto di aspre contese tra Vicenza e Verona. L'origine del castello è ignota, ma dalla sua presumibile ubicazione si può pensare ad una fortificazione fatta erigere dai Malacappella a metà strada tra Lonigo e Cologna, quindi al centro del territorio di loro giurisdizione comitale. Secondo il cronista dell'epoca Gerardo Maurisio, il castello fu distrutto nel 1236 da Ezzelino III da Romano che, secondo il Barbarano, in tale impresa sarebbe stato aiutato dai Malacappella, imparentati con il conte Alberto Maltraversi di Vicenza, cognato di Ezzelino. Non sembra, però, che nel 1236 Ezzelino abbia completamente distrutto il castello; appena quattro anni dopo, infatti, mentre anche Lonigo e Pojana Maggiore si arrendevano al tiranno, Bagnolo fu nuovamente preso e questa volta il castello venne spianato.
Fu durante il periodo della Serenissima Repubblica di Venezia, che l'area di Bagnolo conobbe una forte espansione agricola, grazie anche alla creazione di una elaborata rete canali e opere di bonifica. Una testimonianza rilevante di questo passato agricolo è rappresentata da Villa Pisani, una delle opere architettoniche più significative di Andrea Palladio, progettata proprio con attenzione alle esigenze produttive legate alla risicoltura. La villa fu edificata nell'area occupata nel XIV secolo dalla domus dominicalis dei nobili Nogarola, forse lo stesso luogo dove aveva avuto sede il perduto castello.
Nel corso del XX secolo, Bagnolo è rimasta una località a vocazione agricola, soprattutto nel campo della risicoltura.

## Monumenti e luoghi di interesse
- Chiesa della Purificazione di Maria, chiesa parrocchiale della frazione, risale al 1739, mentre quella precedente fu rifatta nel XVI secolo.[5]
- Villa Pisani: opera di Andrea Palladio, esempio di villa veneta che integra residenza signorile e azienda agricola.[3]

## Infrastrutture e trasporti

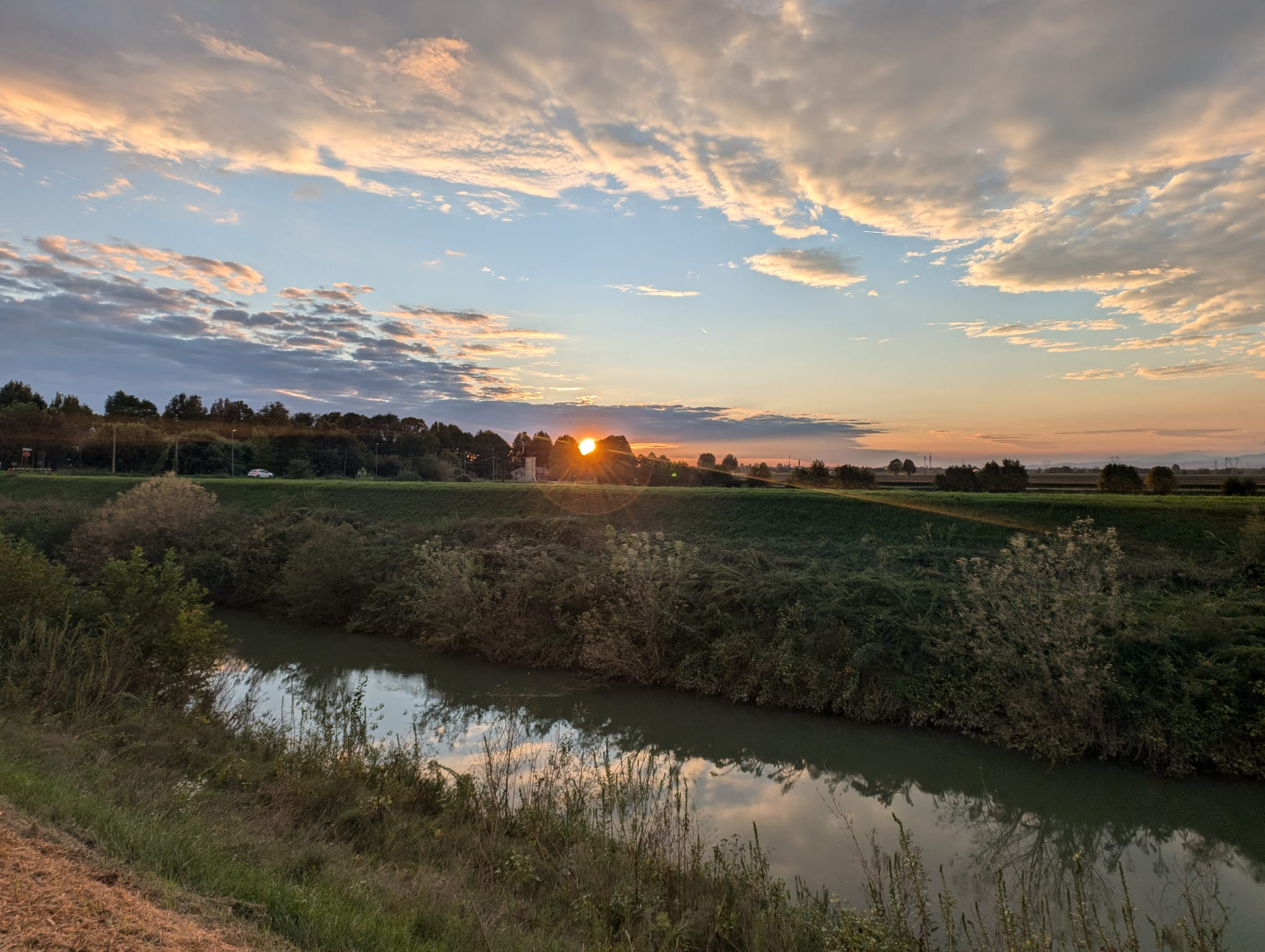
Ciclovia di collegamento tra Lonigo e la frazione Bagnolo "Davide Rebellin"

La frazione è attraversata dalla strade provinciale SP 500 che la collegano sia al centro di Lonigo che ai comuni limitrofi, come Sarego e Orgiano e ai Comuni di Zimella e di Cologna Veneta, nel veronese. Bagnolo è inoltre collegata con il comune di Lonigo anche da una ciclovia pedonale realizzata sull'argine del fiume Guà.